# Senta Crotz de Maruelh
Senta Crotz de Maruelh (en francès Sainte-Croix-de-Mareuil) és un municipi francès situat al departament de la Dordonya i a la regió de la Nova Aquitània.

## Demografia
| 1962                                       | 1968 | 1975 | 1982 | 1990 | 1999 | 2007 |
| ------------------------------------------ | ---- | ---- | ---- | ---- | ---- | ---- |
| 160                                        | 150  | 153  | 144  | 142  | 140  | 133  |
| Des de 1962: població sense dobles comptes |      |      |      |      |      |      |

## Administració
| Període | Identitat          | Partit |
| ------- | ------------------ | ------ |
| 1996-   | Michel Jacky Boyer |        |